# Alcea leiocarpa
Alcea leiocarpa là một loài thực vật có hoa trong họ Cẩm quỳ. Loài này được (Sam. ex Rech.f.) Mouterde mô tả khoa học đầu tiên năm 1970.